# Yousefi
Yousefi (persisch یوسفی) ist ein patronymisch gebildeter persischer Familienname mit der Bedeutung „Sohn des Josef“.

## Bekannte Namensträger
- Amir Hossein Yousefi (* 1977), iranischer Fußballspieler
- Babak Yousefi (* 1984), schwedischer Schauspieler und Drehbuchautor
- Ershad Yousefi (* 1981), iranischer Fußballspieler
- Hamid Reza Yousefi (* 1967), deutsch-iranischer Philosoph
- Hasan Yousefi Eshkevari (* 1950), iranischer Geistlicher
- Helena Yousefi (* 2006), deutsche Schauspielerin
- Mohsen Yousefi (* 1984), iranischer Fußballspieler